# Bologna United Handball
Il Bologna United Handball è una società di pallamano italiana con sede nella città di Bologna. È stata fondata nel 1999 dalla fusione di Handball Club Bologna 1969 e SEF Gymnasium Bologna. Milita in Serie A Silver, la seconda serie del campionato italiano di pallamano maschile. Nella sua storia ha vinto 1 Handball Trophy e due scudetti giovanili. Disputa le proprie gare interne alla Palestra Moratello di Bologna.

## Storia

### Fondazione
Il club venne fondato nel 1999 dalla fusione di due realtà storiche della pallamano bolognese, l'HC Bologna 1969 e il SEF Gymnasium Bologna, attive sin dagli anni sessanta. Sul finire degli anni novanta le due società, guidate dalla famiglia Salvatori (HC Bologna 1969) e dalla famiglia Tedesco (SEF Gymnasium Bologna), si sono accordate per creare un'unica società. La nuova società venne denominata Bologna United Handball e venne iscritta per la stagione 1999-2000 in Serie A1, categoria alla quale avevano partecipato le due società nella precedente stagione.

### L'Élite e l'Europa
La squadra si dimostrò subito competitiva, accedendo regolarmente ai play-off valevoli per la conquista dello scudetto. Nella stagione 2005-2006 arrivò la conquista del primo titolo, l'Handball Trophy, conquistato dopo aver superato in finale il Trieste. Nella stagione 2006-2007 il Bologna United raggiunse per la prima volta la finale scudetto, persa in gara tre per un solo punto dal Casarano. Grazie ai risultati ottenuti, la squadra conquistò l'accesso alle coppe europee, la Coppa delle Coppe e la EHF Challenge Cup. In quest'ultima competizione il Bologna United raggiunse le semifinali nell'edizione 2009-2010, venendo superato nel doppio confronto dai polacchi del MMTS Kwidzyn. Nella stagione 2010-2011 il Bologna United raggiunse nuovamente la finale scudetto, ma venne nuovamente sconfitta, questa volta dal Conversano già dopo gara due. L'anno successivo la squadra non si ripete e chiude al decimo posto, ultimo per la permanenza in massima serie.
Con la riforma dei campionati il Bologna United viene stabilmente inserito nel girone B: per quattro anni di fila non riesce a qualificarsi per i playoff riuscendo però sempre a salvarsi agevolmente. Negli ultimi due anni del campionato diviso in tre gironi invece, la squadra di Beppe Tedesco raggiunge la sempre la Poule playoff e nella stagione 2017-2018 chiude al quinto posto generale, che le consente di accedere al girone unico del 2018-19.

### Il declino
Al termine della stagione 2018-2019 il Bologna United chiude all'ultimo posto la stagione regolare e venne retrocesso in Serie A2.
L'anno successivo, la pandemia di COVID-19 chiude di fatto le possibilità di promozione immediata, in quanto il campionato viene sospeso e viene fatta promuovere d'ufficio solo la prima classificata, ovvero il Cingoli. Il terzo posto con il quale si chiuderà il campionato non sarà abbastanza.
Le due stagioni post-covid sono disastrose: per la stagione 2020-2021 la squadra cala drasticamente e chiude il campionato al decimo posto, rischiando la retrocessione che non si concretizza solamente grazie ai ritiri di Fiorentina e Tavarnelle e all'ultimo posto del Nuoro. L'anno seguente invece, il Bologna finisce al tredicesimo posto (davanti solamente al Prato che chiude con nessuna vittoria) che vale a dire retrocessione in Serie B, la prima nella storia del Bologna United.

## Allenatori e presidenti

### Allenatori
- 1999-2019  Beppe Tedesco
- 2019-2020  Samir Nezirević
- 2020-2021  Mattia Melis
- 2021-2022  Emanuele Panetti
- 2022-  Gennaro Di Matteo

### Presidenti
- 1999-2022  Gianni Salvatori[4]
- 2022-  Giorgio Tedesco

## Palasport
L'impianto interno di allenamento del Bologna United è il palasport è all'interno della Polisportiva Lame (Bo).
Le gare interne vengono svolte alla palestra "Peppino Impastato" di Valsamoggia.

## Palmarès

### Competizioni nazionali
- Handball Trophy (pallamano maschile): 1

2005-06

#### Altri piazzamenti
- Serie A1:

Finalista: 2 (2008-2009, 2010-2011)
- Supercoppa Italiana:

Finalista: 1 (2007-08)

#### Migliori piazzamenti nelle coppe europee
- EHF Challenge Cup: Semifinali (2009-2010)
- EHF Coppa delle Coppe: Terzo turno (2006-2007, 2007-2008)

### Competizioni giovanili
- Campioni D'Italia Under 14: 1 (2011-2012)
- Campioni d'Italia Under 18: 1 (2015-2016)

## Statistiche

### Partecipazione ai campionati
| Livello | Categoria                        | Partecipazioni | Debutto   | Ultima stagione | Totale |
| ------- | -------------------------------- | -------------- | --------- | --------------- | ------ |
| 1°      | Serie A1                         | 6              | 1999-2000 | 2004-2005       | 20     |
| 1°      | Serie A Élite                    | 7              | 2005-2006 | 2011-2012       | 20     |
| 1°      | Serie A - 1ª Divisione Nazionale | 7              | 2012-2013 | 2018-2019       | 20     |
| 2º      | Serie A2                         | 4              | 2019-2020 | 2022-2023       | 5      |
| 2º      | Serie A Silver                   | 1              | 2024-2025 | 2024-2025       | 5      |
| 3º      | Serie A Bronze                   | 1              | 2023-2024 | 2023-2024       | 1      |

### Partecipazione alle coppe nazionali
| Categoria           | Partecipazioni | Debutto   | Ultima stagione |
| ------------------- | -------------- | --------- | --------------- |
| Coppa Italia        | 14             | 1999-2000 | 2017-2018       |
| Supercoppa italiana | 1              | 2007-2008 | 2007-2008       |
| Handball Trophy     | 6              | 2004-2005 | 2009-2010       |

### Partecipazione alle coppe europee
| Categoria             | Partecipazioni | Debutto | Ultima stagione |
| --------------------- | -------------- | ------- | --------------- |
| EHF Challenge Cup     | 4              | 2002-03 | 2009-10         |
| EHF Coppa delle coppe | 2              | 2006-07 | 2007-08         |

## Organico

### Rosa 2024-2025
| N° | Naz.                 | Ruolo | Sportivo               | Anno |  |  |
| -- | -------------------- | ----- | ---------------------- | ---- |  |  |
| 16 | Argentina (bandiera) | P     | Matías Badiali         | 2001 |  |  |
| 22 | Italia (bandiera)    | P     | Giulio Vita Finzi      | 1997 |  |  |
| 35 | Italia (bandiera)    | P     | Riccardo Meletti       | 2002 |  |  |
| 99 | Italia (bandiera)    | P     | Lorenzo Dall'Olio      | 2001 |  |  |
| 3  | Italia (bandiera)    | T     | Moustapha Sidibé       | 2003 |  |  |
| 4  | Argentina (bandiera) | T     | Augusto Drudi          | 2001 |  |  |
| 5  | Argentina (bandiera) | T     | Robertino Pagano       | 1989 |  |  |
| 8  | Italia (bandiera)    | A     | Alessandro Bozzoli     | 2001 |  |  |
| 9  | Italia (bandiera)    | T     | Francesco Cremonini    | 2005 |  |  |
| 11 | Spagna (bandiera)    | PV    | Juan Francisco Sánchez | 2004 |  |  |
| 18 | Italia (bandiera)    | PV    | Danilo Cavalera        | 2002 |  |  |
| 19 | Italia (bandiera)    | T     | Francesco Rossi        | 2004 |  |  |
| 21 | Italia (bandiera)    | T     | Stefano Ragazzoni      | 2006 |  |  |
| 23 | Italia (bandiera)    | A     | Filippo Segapeli       | 2005 |  |  |
| 24 | Argentina (bandiera) | T     | Ignacio Lopéz          | 1998 |  |  |
| 25 | Italia (bandiera)    | A     | Sebastiano Ciacco      | 2007 |  |  |
| 43 | Tunisia (bandiera)   | A     | Nadir Ben Henia        | 1991 |  |  |
| 69 | Italia (bandiera)    | PV    | Mattia Paravidino      | 2005 |  |  |

### Staff
Allenatore capo:  Gennaro Di Matteo
Allenatore portieri:  Luigi Malavasi
Match analyst:  Marco Affricano
Medico sociale:  Anthony Castellitto

### Dirigenza
Presidente:  Giorgio Tedesco
Team Manager:  Mauro Sonaglia
Addetto ai match live:  Mauro Sonaglia
Dirigente/Addetto agli arbitri:  Salvatore Castro
Social Media:  Augusto Drudi
Responsabili Comunicazione:  Matteo Tedesco